# Omek Tannou
Omek tannou O Oumouk tangou es una antigua tradición tunecina de invocar la lluvia que parece heredada de la tradición bereber, y es parte del antiguo culto de la diosa púnica cartaginesa Tanit (Tinit, Tannou o Tangou). Hoy en día se encuentra casi completamente desaparecida.
La tradición se realiza con una pequeña estatua de una mujer similar a las muñecas para niñas. Los niños caminan entre las casas sosteniendo la muñeca durante una sequía mientras cantan "Oumouk tango, oh mujeres, pidan a Dios que llueva" (أمك طانقو يا نساء طلبت ربي عالشتاء). Esta canción varía según la región porque el término chta designa lluvia solo en ciertos centros urbanos. Cada ama de casa luego vierte un poco de agua en la estatuilla creyendo que traerá lluvia.
En algunas ciudades rurales, se usa un palo, en lugar de la muñeca, a la que cada mujer le pone una prenda de vestir y le da un poco de cebada a los niños que se van cantando "Bouktambou [variación de Oumouk tangou] danos cebada, tu recipiente será llenado con las fuentes de agua.(يا بو قطمبو أعطينا شعير يملا قدحكم مالغدير).